# Episodi di Soko 5113 (tredicesima stagione)
La tredicesima stagione della serie televisiva Soko 5113 è stata trasmessa in anteprima in Germania dalla ZDF tra il 16 gennaio 1997 e il 2 aprile 1997.
| nº | Titolo originale     | Titolo italiano | Prima TV Germania | Prima TV Italia |
| -- | -------------------- | --------------- | ----------------- | --------------- |
| 1  | Durststrecke beendet |                 | 16 gennaio 1997   |                 |
| 2  | Therapie             |                 | 22 gennaio 1997   |                 |
| 3  | Der falsche Mann     |                 | 29 gennaio 1997   |                 |
| 4  | Der Keltendolch      |                 | 5 febbraio 1997   |                 |
| 5  | Stefan               |                 | 12 febbraio 1997  |                 |
| 6  | Karibische Träume    |                 | 19 febbraio 1997  |                 |
| 7  | Letzte Hilfe         |                 | 26 febbraio 1997  |                 |
| 8  | Spiel mit dem Feuer  |                 | 5 marzo 1997      |                 |
| 9  | Schmerzensgeld       |                 | 12 marzo 1997     |                 |
| 10 | Vermißt              |                 | 26 marzo 1997     |                 |
| 11 | Milchgesicht         |                 | 2 aprile 1997     |                 |